# Hervé Guillemain
Pour les articles homonymes, voir Guillemain.
Hervé Guillemain, né en 1969 est un historien français. Ses travaux portent principalement sur l’histoire de la santé aux XIXe et XXe siècles, particulièrement dans le champ de la folie et de la psychiatrie.
Il est actuellement professeur d’histoire contemporaine à Le Mans Université et est membre du laboratoire TEMOS CNRS 9016. 

## Biographie
Formé en histoire à l’université Paris XII, il est agrégé en 1997, enseignant dans le secondaire (1997-2005). Titulaire d’une thèse de doctorat - Les directions de la conscience : histoire sociale et culturelle des maladies psychiques et des pratiques thérapeutiques en France (1830-1939) - soutenue en 2004 sous la direction de Philippe Boutry et publiée en 2006 sous le titre Diriger les consciences, guérir les âmes. Il est élu maîtres de conférences en histoire à l’université du Maine (2005). 
Il a également été chargé de recherches à l'Institut Français d'Architecture (1994-1996), chargé d'inventaire au centre d'archives d'architecture du XXe siècle.
Il soutient son habilitation à diriger les recherches en 2017 : La médecine à l’échelle des malades. Histoire sociale des savoirs médicaux et des pratiques de santé, XIXe XX e siècles. Il est élu professeur en 2018. 
Membre du bureau de la European Association for the History of Health and Medicine, co-directeur de la revue Histoire, médecine et santé et directeur du Dictionnaire Politique d’Histoire de la Santé (DicoPolHiS)
En mai 2019, il fait partie d'une rencontre avec Stéphane Le Foll en compagnie d'autres universitaires.

## Travaux
Ses travaux portent sur la place des acteurs profanes dans le soin (patients, familles, soignants non professionnels), sur les amateurs en santé, sur les médecines alternatives, sur l’histoire de la psychiatrie et l’histoire de la classification des maladies mentales.
Son livre sur La Méthode Coué,, très remarqué à sa sortie,,,,, permet de comprendre le contexte historique, politique, religieux, ethnologique et social durant lequel émerge une technique de psychologie positive qui participe de la construction de ce que nos contemporains nomment développement personnel . Hervé Guillemain applique lui-même la Méthode Coué à la recherche lors de ses travaux universitaires.
Les travaux menés en collaboration avec Stéphane Tison sur les soldats internés à l'asile durant la Grande guerre et sur la Seconde guerre mondiale visent à donner une représentation plus complexe du traumatisme de guerre et selon certains auteurs "réhabilite une partie de ces oubliés de la Grande Guerre". Ce travail remarquable s'inscrit dans le pas des plus grands historiens (Michelet, Braudel, Castelot).
S'inscrivant dans une perspective de longue durée qui souligne l'extension du champ psychiatrique et s'appuyant sur un travail en profondeur dans les archives hospitalières qui donne à voir le fonctionnement très concret des institutions de soin,, son étude de la schizophrénie du point de vue des patients, publiée en 2018 a été primée par la revue Prescrire et a intéressé au-delà de son champ  disciplinaire d'origine. L'étude "montre que les schizophrènes ont souffert de leur maladie, mais aussi des préjugés idéologiques et de l’obsession classificatoire de leur époque". Elle est considérée comme une manière neuve voire révolutionnaire de penser cette catégorie psychiatrique : " Schizophrènes au XXe siècle est exemplaire de la manière dont il est possible d’explorer la multitude des facettes d’une maladie mentale dans une multiplicité sans éclectisme, qui en éclaire à la fois, effet secondaire de l’histoire, l’existence et la construction". Ce travail historique rejoint de nombreuses interrogations sur la validité du concept de schizophrénie. Les travaux qui concernent les évolutions de la prise en charge psychiatrique dans la 2e moitié du XXe siècle contribuent à montrer la distinction entre les textes officiels, les discours, les actes et les pratiques institutionnelles étudiées à l'échelle locale.
Ses ouvrages participent de manière fondamentale du renouvellement historiographique collectif qui touche le champ de l'histoire de la folie après Foucault.

## Publications
- Données médicales. XVIIe – XXIe siècles, Histoire, Médecine et santé, 22, hiver 2022.
- Schizophrènes au XXe siècle. Des effets secondaires de l’histoire , Alma éditeur, 2018. Prix de L’Évolution psychiatrique, Prix de *la revue Prescrire.
- La fin de l’asile ? Histoire de la déshospitalisation psychiatrique dans l’espace francophone au XXe siècle , Presses universitaires de Rennes, 2018 (avec A. Klein et MC Thifault).
- Pour en finir avec les médecines parallèles. Une histoire croisée des médecines alternatives et de la médecine académique (XIXe – XXe siècles), Histoire, Médecine et santé, 14, hiver 2018.

- Extension du domaine psy, PUF/Vie des idées, 2014.
- Du front à l’asile 1914-1918, Alma éditeur (avec S. Tison), 2013.
- Expériences de la folie. Criminels, soldats, patients en psychiatrie, PUR, 2013 (en collab. avec L. Guignard et S. Tison).
- La Méthode Coué. Histoire d’une pratique de guérison au XXe siècle, Seuil, coll. L’Univers Historique, 2010.
- Chroniques de la psychiatrie ordinaire, Patients, soignants et institutions en Sarthe, La Reinette, 2010.
- La Foi dans le siècle, mélanges offerts à Brigitte Waché, Presses Universitaires de Rennes , 2009 (avec N. Vivier et S. Tison).
- Diriger les consciences, guérir les âmes. Une histoire comparée des pratiques thérapeutiques et religieuses (1830-1939 ), Paris, La Découverte, coll. L’Espace de l’Histoire, 2006.